# Џои Бартон
Џозеф Ентони Бартон (енгл. Joseph Anthony Barton; 2. септембар 1982) бивши је енглески фудбалер који је играо на позицији везног играча.
Продукт је омладинске школе Манчестер Ситија где је одиграо више од 150 утакмица у свим такмичењима. Касније се истакао играјући за Њукасл јунајтед и Квинс Парк рејнџерсе уз једногодишњу позајмицу Марсељу. До краја сезоне играо је још за Бернли и Рејнџерсе.
Бартонову каријеру и живот обележили су бројни контроверзни инциденти и дисциплински проблеми, а два пута је осуђен за насилне злочине.

## Успеси

### Играчки
Њукасл јунајтед
- Чемпионшип: 2009/10.[3]

Квинс Парк рејнџерси
- Чемпионшип — доигравање: 2013/14.

Бернли
- Чемпионшип: 2015/16.[4]

### Тренерски
Бристол роверси
- Друга лига: треће место 2021/22.[5]